# Ernst Horn
Ernst Horn (München, 1949) is een Duitse muzikant die aan de wieg stond van bands als Deine Lakaien, Qntal en Helium Vola.

## Leven en werk
Horn studeerde voor dirigent, pianist en slagwerker aan de Hochschule für Musik und Theater München, de Hochschule für Musik Freiburg in Freiburg im Breisgau en de Hochschule für Musik und Theater Hamburg. Hij werkte als koorleider bij het Badisches Staatstheater Karlsruhe en bij het Oldenburgisches Staatstheater. Hij was theaterpianist en -componist voor de Bayerisches Staatsschauspiel in München.
In 1985 gaf hij zijn dirigentcarrière op, om zich meer te richten op het componeren van elektronische muziek. Met Alexander Veljanov richtte hij datzelfde jaar Deine Lakaien op. Deze band is ook buiten Duitsland bekend, vooral in de gothic new wave hoek. Horn is daarnaast met diverse andere projecten doende. Enkele hiervan hebben enige bekendheid in Duitsland.
Horn is tevens actief als theatermuzikant en als componist voor hoorspelen. Hij werkt en leeft in München.

## Solo-discografie (onvolledig overzicht)
- 1991: Skies over Baghdad (Solo)
- 1994: Seume – Einige Nachrichten zu den Vorfällen in Polen im Jahre 1794 (Hoorspel)
- 1995: Chlebnikov – Die Zukunft des Radio (Hoorspel)
- 1997: Claus – Basale Sprechoperationsräume (Hoorspel)
- 1998: Johnny Bumm's wake (Solo)
- 1998: Walter Ruttmann Weekend Remixe (Hoorspel)
- 2003: Lili Marleen, Baghdad 2/91 (Solo)